# Jason Miller (Schauspieler)
Jason Miller (* 22. April 1939 in Long Island, New York als John Anthony Miller Jr.; † 13. Mai 2001 in Scranton, Pennsylvania) war ein US-amerikanischer Schauspieler und Dramatiker.

## Leben
Miller studierte an der University of Scranton und der Catholic University, beides katholische Privatuniversitäten. Danach arbeitete er in verschiedenen Berufen, darunter Kellner, LKW-Fahrer und Lieferjunge. Nebenher schrieb er im Verlaufe der 1960er-Jahre verschiedene Theaterstücke, die zunächst an kleineren Bühnen aufgeführt wurden. Bis zum Jahr 1972 blieben seine beruflichen Verhältnisse prekär.
Den Durchbruch brachte ihm 1972 sein Theaterstück That Championship Season, das um das Wiedertreffen eines früheren Baseball-Schulteams mit ihrem Trainer handelt. Nach seiner Uraufführung am Broadway wurde es 1973 mit dem renommierten Pulitzer-Preis für Theater sowie mit dem Tony Award in der Kategorie Bestes Theaterstück ausgezeichnet. Er verfilmte das Stück 1982 unter eigener Regie (deutscher Titel Champions), war damit aber nur mäßig erfolgreich. Eine weitere Filmfassung von 1999 unter Regie von Paul Sorvino rief ebenfalls wenig Resonanz hervor. Lediglich Bruce Dern konnte als einer der Hauptdarsteller der 1982er-Fassung einen Silbernen Bären auf der Berlinale 1983 gewinnen.
Kurz nach seinem Erfolg als Autor wurde Miller als Schauspieler durch seine zentrale Rolle als Priester Damien Karras in dem weltweit erfolgreichen Horrorfilm Der Exorzist (1973) berühmt. Seine Darstellung brachte ihm eine Nominierung für den Oscar als Bester Nebendarsteller ein, obgleich der Film sein Schauspieldebüt darstellte. Miller hatte mit dem Exorzist-Regisseur William Friedkin nach einer Theatervorstellung von That Championship Season gesprochen; Friedkin sah in dem katholischen Autor Miller bald eine überzeugende Besetzung für den Priester, während auch Miller Interesse an der Rolle bekundete. 1990 sollte er die Rolle in Der Exorzist III ein weiteres Mal spielen.
Nach den großen Erfolgen mit Der Exorzist und That Championship Season im Jahr 1973 wurde es ruhig um Miller. Angeblich soll er die Hauptrolle in Taxi Driver ausgeschlagen haben, stattdessen drehte er den weniger erfolgreichen Film The Nickel Boys mit Regisseur Robert Mulligan. Später stand er vor allem für Fernsehfilme vor der Kamera. Sein Schaffen als Schauspieler umfasst mehr als zwei Dutzend Produktionen. In späteren Jahren fungierte er als künstlerischer Leiter des Scranton Public Theater in Scranton.
Jason Miller starb am 13. Mai 2001 im Alter von 62 Jahren an einem Herzinfarkt. Er war dreimal verheiratet: von 1963 bis 1973 mit der Schauspielerin Linda Gleason, einer Tochter des Starkomikers Jackie Gleason; von 1974 bis 1983 mit der Schauspielerin Susan Bernard; und von 1984 bis 1990 mit Ruth Josem. Alle drei Ehen wurden geschieden. Er war Vater von vier Kindern.

## Filmografie (Auswahl)
Als Schauspieler
- 1973: Der Exorzist (The Exorcist)
- 1974: The Nickel Ride
- 1977: Des Teufels Advokat
- 1979: Der Großstadtvampir (Vampire)
- 1979: The Dog (El perro)
- 1980: The Ninth Configuration (Twinkle Twinkle "Killer" Kane)
- 1980: Marilyn Monroe – Eine wahre Geschichte (Marilyn: The Untold Story, Fernsehfilm)
- 1982: Monsignor
- 1984: Die fatale Affäre der Katherine G. (A Touch of Scandal)
- 1987: Engel des Todes (Deadly Care)
- 1987: Nachtstreife (Night Heat, Fernsehserie, 1 Folge)
- 1989: Mut einer Mutter (A Mother’s Courage: The Mary Thomas Story)
- 1990: Der Exorzist III (The Exorcist III)
- 1993: Touchdown – Sein Ziel ist der Sieg (Rudy)
- 2003: Finding Home

Hinter der Kamera
- 1982: Champions (That Championship Season) – als Regisseur und Drehbuchautor
- 1999: Verlorene Sieger (That Championship Season, Fernsehfilm) – als Drehbuchautor

## Auszeichnung (Auswahl)
Oscar
- 1974: Nominierung als Bester Nebendarsteller mit Der Exorzist